# Patte de mouche (collection)
Pour les articles homonymes, voir Patte de mouche.
Patte de Mouche est une collection de bandes dessinées de 24 pages en noir et blanc de très petit format (A6) apparue en 1985 à l'AANAL et reprise à partir de 1991 par L'Association. Elle a connu quatre séries différentes, l'actuelle datant de 1994. Cette collection est toujours active.
Ces contraintes pratiques permettent aux auteurs de se concentrer sur un aspect particulier de leur travail. Le résultat peut se comparer à une étude pour un peintre, ou à un court-métrage pour un cinéaste.

## Liste des albums

### Première série (1985-1986)
Après avoir réalisé un petit album relié et numéroté à une trentaine d'exemplaires, JC Menu pue du cul, le fondateur de l'AANAL Jean-Christophe Menu, inspiré par les minis-récits propose à ses amis de réaliser des albums à petit format reliés à la main et dotés d'une couverture cartonnée couleur. Tirés à 100 exemplaires, ces albums sont les premiers « Patte de mouche ».
- Stanislas, Le Masque de fer, 1985.
- Jean-Christophe Menu, L'Accident de Meder, 1985.
- Jean-Michel Thiriet, Riche & Célèbre, 1985.

### Deuxième série (1986-87)
La deuxième série a été publiée par l'AANAL. Toujours reliés à la main, les albums disposaient d'une couverture cartonnée en couleur.
1. Mattt Konture, Ruga Zébo Violent, 1986.
2. Émile Franc, Emile-Franc contre la Main noire, 1986.
3. Verboud & Filips, Je Suis Noir, 1986.
4. Jean-Claude Götting, L'Amant, 1986.
5. Stanislas, Toutinox contre Toutacier, 1986.
6. Max, Comix de Luxe, 1987.
7. Placid, Livre de bande dessinée, 1987.
8. Jean-Christophe Menu, Mort aux chiens !, 1987.
9. Zou, Kakette en a 20, 1987.
10. Mokeït, Ektor, 1987.

Menu publie également sa carte de vœu 1987 au format « patte de mouche » : Jean-Christophe Menu, Les Aventures de 1987, 1987.

### Troisième série (1991-1994)
À la création de L'Association, ses fondateurs décident de reprendre le format que quatre d'entre eux (Killoffer, Menu, Konture et Stanislas) avaient utilisé à l'AANAL quelques années plus tôt. Les albums, agrafés à la main, sont au format A6 et leur couverture est une jaquette amovible en quadrichromie.
1. Jean-Pierre Duffour, Une aventure d'Hatchi : La Spirale infernale, mai 1991. Réédité dans la quatrième série en 1995 sous le titre La Spirale infernale.
2. Jean-Christophe Menu, Dinozor Apocalips, mai 1991. Réédité dans la quatrième série en 1996.
3. Mattt Konture, Glofuné Triblonto, mai 1991. Réédité dans la quatrième série en 1996.
4. David B., La Bombe Familiale, mai 1991. Réédité dans la quatrième série en 1997.
5. Guillaume Decaux, Un jour, un chien., novembre 1991.
6. Marc Daniau, L'Appartement, novembre 1991.
7. Lewis Trondheim, Un Intérieur d'Artiste, novembre 1991.
8. Fabio (dessin) et Cesco (scénario), Au Cœur du monde, novembre 1991. Réédité dans la quatrième série en 1995.
9. Alain Corbel, Impromptu, juin 1992.
10. Pierre Druilhe, Ça ira mieux demain, juin 1992.
11. Lewis Trondheim, Imbroglio, juin 1992. Réédité dans cette série dans une version redessinée et ensuite en 1995 dans la quatrième série.
12. Pascal Rabaté, Les Cerisiers, juin 1992. Réédité dans la quatrième série en 1998.
13. Marc-Antoine Mathieu, La Mutation, juin 1992. Réédité dans la quatrième série en 1995.
14. Pascal, Période Mulot, juin 1992.
15. Lorenzo Sartori, Mélania et Le Fou, janvier 1993.
16. David B., Le Cercueil de Course, janvier 1993. Réédité dans la quatrième série en 1997.
17. Vincent Vanoli, Le Collectionneur, janvier 1993.
18. Yves Got, Le Nouveau Catéchisme, janvier 1993.
19. Killofer, La Clef des Champs, janvier 1993. Il existe un tirage de tête format A5 numéroté et signé. Réédité dans la quatrième série en 1997.
20. Joann Sfar, Noyé le Poisson, janvier 1994. Réédité dans la quatrième série en 1998.
21. Étienne Lécroart, Pervenche et Victor, janvier 1994. Réédité dans la quatrième série en 1995.

### Quatrième série (depuis 1995)
En 1995, L'Association repense sa collection. Les « pattes de mouche » sont désormais imprimés mécaniquement et les couvertures imprimées en bichromie de violets.
| N°  | Titre                                                           | Scénario             | Dessin               | Date             | ISBN                                          |
| --- | --------------------------------------------------------------- | -------------------- | -------------------- | ---------------- | --------------------------------------------- |
| 1   | Imbroglio                                                       | Lewis Trondheim      | Lewis Trondheim      | 1995 (1992)      | (ISBN 2-909020-35-5)                          |
| 2   | La Mutation                                                     | Marc-Antoine Mathieu | Marc-Antoine Mathieu | 1995 (1991)      | (ISBN 2-909020-36-3)                          |
| 2   | La Mutation (édition corrigée)                                  | Marc-Antoine Mathieu | Marc-Antoine Mathieu | 2013             | (ISBN 978-2-84414-345-7)                      |
| 3   | Pervenche et Victor                                             | Étienne Lécroart     | Étienne Lécroart     | 1995 (1994)      | (ISBN 2-909020-37-1)                          |
| 4   | Ça déménage                                                     | Matthieu Blanchin    | Matthieu Blanchin    | 1995             | (ISBN 2-909020-38-X)                          |
| 5   | Jean qui rit et Jean qui pleure                                 | François Ayroles     | François Ayroles     | 1995             | (ISBN 2-909020-39-8)                          |
| 5   | Jean qui rit et Jean qui pleure (édition redessinée)            | François Ayroles     | François Ayroles     | 2015             | (ISBN 978-2-84414-570-3)                      |
| 6   | Inventions                                                      | Denis Bourdaud       | Denis Bourdaud       | 1995             | (ISBN 2-909020-40-1)                          |
| 7   | Nous sommes tous morts                                          | Jean-Luc Coudray     | Lewis Trondheim      | 1995             | (ISBN 2-909020-41-X)                          |
| 8   | L'Arbre vengeur                                                 | Vincent Vanoli       | Vincent Vanoli       | 1995             | (ISBN 2-909020-42-8)                          |
| 9   | La Spirale infernale                                            | Jean-Pierre Duffour  | Jean-Pierre Duffour  | 1995 (1991)      | (ISBN 2-909020-46-0)                          |
| 10  | Au cœur du monde                                                | Cesco                | Fabio                | 1995 (1991) 2015 | (ISBN 2-909020-47-9) (ISBN 978-2-84414-568-0) |
| 11  | Diablotus                                                       | Lewis Trondheim      | Lewis Trondheim      | 1995             | (ISBN 2-909020-48-7)                          |
| 12  | Made in U.S.                                                    | Edmond Baudoin       | Edmond Baudoin       | 1995             |                                               |
| 13  | Omelette                                                        | Jean-Christophe Menu | Jean-Christophe Menu | 1995             |                                               |
| 14  | Le Borgne Gauchet au centre de la terre                         | Joann Sfar           | Joann Sfar           | 1995             |                                               |
| 15  | Boîte de vitesses et Viande en boîte                            | Jochen Gerner        | Jochen Gerner        | 1995             | (ISBN 2-909020-52-5)                          |
| 15  | Boîte de vitesses                                               | Jochen Gerner        | Jochen Gerner        | 2015             | (ISBN 978-2-84414-569-7)                      |
| 16  | Les Aventures de la fin de l'épisode                            | Lewis Trondheim      | Frank Le Gall        | 1995             |                                               |
| 17  | Glofuné Triblonto                                               | Mattt Konture        | Mattt Konture        | 1996 (1991)      |                                               |
| 18  | La Lune, laBouche d'égout et la Flaque d'eau                    | José Parrondo        | José Parrondo        | 1996             |                                               |
| 19  | L'Oud silencieux                                                | Martin Tom Dieck     | Martin Tom Dieck     | 1996             |                                               |
| 20  | La Douane                                                       | Thomas Ott           | Thomas Ott           | 1996             | (ISBN 2-909020-60-6)                          |
| 21  | La Petite Dame                                                  | Anke Feuchtenberger  | Katrin de Vries      | 1996             |                                               |
| 22  | La Valise envolée                                               | Anne Baraou          | Vincent Sardon       | 1996             |                                               |
| 23  | Dinozor apokalips                                               | Jean-Christophe Menu | Jean-Christophe Menu | 1996 (1991) 2021 |                                               |
| 24  | Les Abysses phénoménaux                                         | Jean-Pierre Duffour  | Jean-Pierre Duffour  | 1996             |                                               |
| 25  | La Bête à cinq doigts                                           | Thomas Ott           | Thomas Ott           | 1996             | (ISBN 2-909020-71-1)                          |
| 26  | Réflexion                                                       | Guy Delisle          | Guy Delisle          | 1996             |                                               |
| 27  | La Bombe familiale                                              | David B.             | David B.             | 1997 (1991)      |                                               |
| 28  | Le Cercueil de course                                           | David B.             | David B.             | 1997 (1993)      |                                               |
| 29  | La Clef des champs                                              | Killoffer            | Killoffer            | 1997 (1993)      |                                               |
| 30  | Viande froide et Cie                                            | Stéphane Blanquet    | Stéphane Blanquet    | 1997             |                                               |
| 31  | Non, non, non                                                   | Lewis Trondheim      | Lewis Trondheim      | 1997             |                                               |
| 32  | Les Cerisiers                                                   | Pascal Rabaté        | Pascal Rabaté        | 1998 (1993)      |                                               |
| 33  | Noyé le poisson                                                 | Joann Sfar           | Joann Sfar           | 1998 (1994)      |                                               |
| 34  | L'Homme-autruche                                                | Stanislas            | Stanislas            | 1998             |                                               |
| 35  | Nam                                                             | Edmond Baudoin       | Edmond Baudoin       | 1998             |                                               |
| 36  | La Ballade du petit pendu                                       | Hervé Tanquerelle    | Hervé Tanquerelle    | 1998             |                                               |
| 37  | Les Voisins                                                     | Denis Bourdaud       | Denis Bourdaud       | 1998             |                                               |
| 38  | Crevaison                                                       | Vincent Sardon       | Vincent Sardon       | 1998             |                                               |
| 39  | Le Cœur des ombres                                              | Marc-Antoine Mathieu | Marc-Antoine Mathieu | 1998             |                                               |
| 40  | À l'intérieur des têtes                                         | Stéphane Blanquet    | Stéphane Blanquet    | 1998             |                                               |
| 41  | Galopinot                                                       | Mattt Konture        | Mattt Konture        | 1998             |                                               |
| 41  | Galopinot                                                       | Lewis Trondheim      |                      | 1998             |                                               |
| 42  | La Minute de bonheur                                            | Phang Loo Hui        | Jean-Pierre Duffour  | 1999             |                                               |
| 43  | TNT                                                             | Mahler               | Mahler               | 1999             |                                               |
| 44  | Maman a des problèmes                                           | Anne Baraou          | David B.             | 1999             |                                               |
| 45  | Isolacity                                                       | Matthias Lehmann     | Matthias Lehmann     | 2001             |                                               |
| 46  | Lame Rider                                                      | Mahler               | Mahler               | 2001             |                                               |
| 47  | Emmanuelle's Last Flight                                        | Mahler               | Mahler               | 2001             |                                               |
| 48  | Morphologie variable                                            | Stéphane Blanquet    | Stéphane Blanquet    | 2001             |                                               |
| 49  | Les Vies d'Hector Gaulois                                       | Stanislas            | Stanislas            | 2003             |                                               |
| 50  | Mini Mune Comix                                                 | Jean-Christophe Menu | Jean-Christophe Menu | 2003             |                                               |
| 51  | L'irrationnel & un café                                         | Baladi               | Baladi               | 2003 2021        |                                               |
| 52  | Planète Kratchovil                                              | Mahler               | Mahler               | 2003             |                                               |
| 53  | La Poubelle de la Place Vendôme                                 | Ruppert et Mulot     | Ruppert et Mulot     | 2006             |                                               |
| 54  | Histoire de Balafre                                             | Baladi               | Baladi               | 2006             |                                               |
| 55  | La Nouvelle Pornographie                                        | Lewis Trondheim      | Lewis Trondheim      | 2006             |                                               |
| 56  | La Chute de l'Ange                                              | Stanislas            | Stanislas            | 2006             |                                               |
| 57  | L'Espignole                                                     | Edmond Baudoin       | Edmond Baudoin       | 2006             |                                               |
| 58  | Mystery Music                                                   | Mahler               | Mahler               | 2006             |                                               |
| 59  | Die Europanichos Assimil                                        | Benoît Jacques       | Benoît Jacques       | 2006             |                                               |
| 60  | Mon Killoffer de poche                                          | François Ayroles     | François Ayroles     | 2006             | (ISBN 2-84414-203-6)                          |
| 61  | Le Rock et si je ne m'abuse le roll                             | Killoffer            | Killoffer            | 2006             | (ISBN 2-84414-189-7)                          |
| 62  | Nationale 13                                                    | Chaumaz              | Chaumaz              | 2007             |                                               |
| 63  | Longueurs et Retranchements                                     | Mahler               | Mahler               | 2007             |                                               |
| 64  | La Presqu'île                                                   | José Parrondo        | José Parrondo        | 2007             |                                               |
| 65  | La Voiture symétrique                                           | Marc-Antoine Mathieu | Marc-Antoine Mathieu | 2007             |                                               |
| 66  | Petit Trait                                                     | Baladi               | Baladi               | 2008             |                                               |
| 67  | Agents dormants                                                 | Léo Quiévreux        | Léo Quiévreux        | 2008             |                                               |
| 68  | Mont-Vérité chrono-poche n°1 : La Marraine des Moines           | Jean-Christophe Menu | Jean-Christophe Menu | 2008             |                                               |
| 69  | Mont-Vérité chrono-poche n°2 : Lourdes coquilles                | Jean-Christophe Menu | Jean-Christophe Menu | 2009             |                                               |
| 70  | Splendeurs & Misères du verbe                                   | Ibn Al Rabin         | Ibn Al Rabin         | 2012             | (ISBN 978-2-84414-453-9)                      |
| 71  | Cartes sur table                                                | Baladi               | Baladi               | 2012             | (ISBN 9782844144522)                          |
| 72  | La Comète à quatre pattes                                       | Mattt Konture        | Mattt Konture        | 2012             | (ISBN 978-2-84414-451-5)                      |
| 72  | La Comète à quatre pattes                                       | Willy Tenia          |                      | 2012             | (ISBN 978-2-84414-451-5)                      |
| 73  | Sphinx Song                                                     | JM Bertoyas          | Léo Quiévreux        | 2013             | (ISBN 978-2-84414-467-6)                      |
| 74  | La Page de tous les désirs                                      | Étienne Lécroart     | Étienne Lécroart     | 2013             | (ISBN 978-2-84414-466-9)                      |
| 75  | Cavalcade surprise                                              | Matt Madden          | Matt Madden          | 2013             | (ISBN 978-2-84414-497-3)                      |
| 75  | Cavalcade surprise                                              | Jessica Abel         |                      | 2013             | (ISBN 978-2-84414-497-3)                      |
| 75  | Cavalcade surprise                                              | Lewis Trondheim      |                      | 2013             | (ISBN 978-2-84414-497-3)                      |
| 76  | Labyrinthum                                                     | Marc-Antoine Mathieu | Marc-Antoine Mathieu | 2013             | (ISBN 978-2-84414-496-6)                      |
| 77  | Visite express                                                  | Lewis Trondheim      | Lewis Trondheim      | 2015             | (ISBN 978-2-84414-571-0)                      |
| 78  | Les 24h de la bd : dinner, breakfast, lunch                     | Lewis Trondheim      | Lewis Trondheim      | 2016             | (ISBN 978-2-84414-596-3)                      |
| 79  | La Dernière Séance                                              | Masse                | Masse                | 2016             | (ISBN 978-2-84414-598-7)                      |
| 80  | J'ai été sniper                                                 | Edmond Baudoin       | Edmond Baudoin       | 2016             | (ISBN 978-2-84414-597-0)                      |
| 81  | Personne ne sait que je vais mourir                             | Matthias Lehmann     | Matthias Lehmann     | 2016             | (ISBN 978-2-84414-606-9)                      |
| 82  | Richard et les Quasars                                          | Lewis Trondheim      | Lewis Trondheim      | 2021             | (ISBN 9782844148230)                          |
| 83  | Richard et les Enfants d'Abraham                                | Lewis Trondheim      | Lewis Trondheim      | 2021             | (ISBN 9782844148247)                          |
| 84  | Kyoto Manga                                                     | Nicolas Mahler       | Nicolas Mahler       | 2021             | (ISBN 9782844148292)                          |
| 85  | Richard au Cimétière                                            | Lewis Trondheim      | Lewis Trondheim      | 2021             | (ISBN 9782844148292)                          |
| 86  | Grand Canyon                                                    | Anders Nilsen        | Anders Nilsen        | 2021             |                                               |
| 87  | Polypolaire                                                     | Olivier Texier       | Olivier Texier       | 2021             | (ISBN 9782844148278)                          |
| 88  | Richard dans la Salle d'Attente                                 | Lewis Trondheim      | Lewis Trondheim      | 2021             | (ISBN 9782844148261)                          |
| 89  | Dans ma Bulle                                                   | Tofépi               | Tofépi               | 2021             | (ISBN 9782844148315)                          |
| 90  | Monsieur Tortue                                                 | Troubs               | Troubs               | 2021             | (ISBN 9782844148285)                          |
| 91  | Richard et Dieu                                                 | Lewis Trondheim      | Lewis Trondheim      | 2021             |                                               |
| 92  | La Bouteille                                                    | Lewis Trondheim      | Alfred               | 2021             |                                               |
| 93  | La Boucherie Parisienne                                         | Gala Hanson          | Gala Hanson          | 2021             |                                               |
| 94  | Cockey la fuite                                                 | JM Bertoyas          | JM Bertoyas          | 2021             |                                               |
| 95  | Lettres d’Hilda Dajč                                            | Aleksandar Zograf    | Aleksandar Zograf    | 2021             |                                               |
| 96  | Fumier                                                          | Étienne Lécroart     | Étienne Lécroart     | 2022             |                                               |
| 97  | Pointillés dans la nuit                                         | Baladi               | Carola Caggiano      | 2022             |                                               |
| 98  | Tartlepy                                                        | Vincent Vanoli       | Vincent Vanoli       | 2022             |                                               |
| 99  | La Roue sans merci                                              | Léopold Prudon       | Léopold Prudon       | 2022             |                                               |
| 100 | Les Nouvelles aventures de Lapinot [Tome 5.1]: Sous le trottoir | Lewis Trondheim      | Lewis Trondheim      | 2022             |                                               |
| 101 | Les Nouvelles aventures de Lapinot [Tome 5.2]: Ultra Secret     | Lewis Trondheim      | Lewis Trondheim      | 2022             |                                               |
| 102 | L’Œuvre-piège                                                   | Marc-Antoine Mathieu | Marc-Antoine Mathieu | 2022             |                                               |
| 103 | Les Complotistes                                                | Jean-Luc Coudray     | Philippe Coudray     | 2022             |                                               |
| 104 | Satie                                                           | Jean-Yves Duhoo      | Jean-Yves Duhoo      | 2022             |                                               |
| 105 | Le Pont                                                         | Matt Madden          | Matt Madden          | 2022             |                                               |
| 106 | Ad libitum bitum tum                                            | Thomas Gosselin      | Thomas Gosselin      | 2022             |                                               |
| 107 | Charlie Schlingo                                                | Joko                 | Joko                 | 2022             |                                               |
| 108 | L’Homme invisible                                               | Muzo                 | Muzo                 | 2022             |                                               |
| 109 | Saint-Malo à vélo                                               | Tofépi               | Tofépi               | 2024             |                                               |
| 110 | La vérité sur les ovnis                                         | Jean-Luc Coudray     | Philippe Coudray     | 2024             |                                               |
| 111 | Une Aventure                                                    | François Henninger   | François Henninger   | 2024             |                                               |
| 112 | Fait chier!                                                     | Muzo                 | Muzo                 | 2024             |                                               |
| 113 | Big Love                                                        | Sébastien Lumineau   | Sébastien Lumineau   | 2024             |                                               |
| 114 | L’Happée                                                        | Anne Baraou          | Lorenzo Chiavini     | 2024             |                                               |

### Cadeaux-adhérents
Plusieurs ouvrages offerts aux adhérents de L'Association ont été publiés au format « patte de mouche » :
- Paxon (pochette plastifiée regroupant six albums au format « patte de mouche »[4]) 1992 :
  - Stanislas, Stan Parade
  - Killofer, Killofer en la Matière
  - Mattt Konture, Supra Plus
  - Jean-Christophe Menu, Sélection de Menu's Digest
  - Lewis Trondheim, Lewis Trondheim Comix
  - David B., David B. 2000
- Collectif, Patte de Vœux, 1994.
- Collectif, Vœux de mouche, 1996.
- Mattt Konture, La Carte de vœux, 2002.
- David B., Un thé avec la peur, 2003.
- Stanislas, Bonne Année 2004, 2004.
- Lewis Trondheim, L'Hiver en noir et blanc, 2005.
- Jean-Christophe Menu, Le Vœu, 2006.
- Nicolas Mahler, SPAM, 2008.